# 全国高等学校選抜レスリング大会
全国高等学校選抜レスリング大会（ぜんこくこうとうがっこうせんばつレスリングたいかい）は毎年3月に新潟市で開催される高校レスリングの大会である。全国高等学校選抜大会の一つ。正式な大会名は「風間杯争奪全国高等学校選抜レスリング大会」。通称「全国選抜」。主催は日本レスリング協会。

## 歴史
1953年7月26日、日本レスリング界の第一人者であり、この年に引退した風間栄一を称え、出身の新潟県で「第1回風間杯争奪全国高等学校レスリング大会」として開催された。翌年には高体連レスリング専門部が設置された。
その後は毎年5月に新潟市で開催されたが、1964年の新潟地震の影響により1965年から1969年の間、一時中断。1970年4月5日より再開し学校対抗戦のみ実施された。
1984年の第27回大会から高体連の承認を受け、現大会名に改称。現在ではインターハイ・国スポと並ぶ高校レスリングの全国大会となった。年間でこの三大大会すべて優勝した選手は高校三冠と称されている。

## 参加制限
各都道府県の予選を上位で勝ち抜いた、学校・個人が地方ブロック予選に進出し、各ブロック予選を通過した、学校ならびに個人戦各階級の選手が全国選抜大会の出場資格を得る。なお新潟県の高校ならびに個人には、開催県として出場2枠が与えられている。参加枠は以下の通り。
学校対抗戦
北海道 1校　東北 6校　北信越 4校　関東 8校　東海 4校　近畿 6校　四国 4校　中国 5校　九州 8校　新潟県　2校

（1県2校以内とし、外国人留学生の参加は登録2名以内、出場は1名とする。）

個人対抗戦
北海道 1名　東北 6名　北信越 4名　関東 8名　東海 4名　近畿 6名　四国 4名　中国 5名　九州 8名　新潟県　2名

（同一校同一階級2名以内とする。外国人留学生の参加は各学校1名の参加とする。）

## 競技方法
- 開催期間は3日間で、学校対抗戦（団体戦）と個人戦に分け、初日・2日目は学校対抗戦・2日目と最終日で個人戦を行う。
- 学校対抗戦、個人対抗戦ともに男子フリースタイル。
- トーナメント形式で試合を行う。
- 競技規則は世界レスリング連合ルールとし、一部特別ルールを採用する。
- 3位決定戦は行わない。

### 学校対抗戦
1チーム「51kg級、55kg級、61kg級、65kg級、71kg級、80kg級、125kg級」の7階級で試合を行い、勝敗を決める。

勝敗の決定は以下の順序による。

1、勝数の多いチーム
（以下、両チームの出場者が偶数の場合）
2、勝点5（フォール）による勝数の多いチーム
3、勝点4（テクニカルフォール）による勝数の多いチーム
4、勝点総数の多いチーム
5、総フォールタイムの短いチーム
6、総テクニカルポイントの多いチーム
7、ビッグポイントの多いチーム
8、コーションの少ないチーム
9、抽選（両チームより3名ずつ出して抽選を行う）

### 個人対抗戦
51kg級、55kg級、61kg級、65kg級、71kg級、80kg級、92kg級、125kg級の8階級
で最大48名のトーナメントにより優勝を争う。

（自己体重の1階級上の出場は認めるが、50kg級の下限は47kgとし、125kg級への出場は92kgを超えていなければならない。）

## 学校対抗戦歴代優勝校
| 1  | 1953年7月26日-27日 | 新潟明訓高校           | 寄居中学校                   |
| 2  | 1954年4月28日      | 新潟明訓高校           | 新潟商業高校                 |
| 3  | 1955年5月5日       | 新潟商業高校           | 寄居中学校                   |
| 4  | 1956年5月5日       | 新潟明訓高校           | 寄居中学校                   |
| 5  | 1957年5月3日       | 北越商業高校           | 新潟明訓高校                 |
| 6  | 1958年5月3日       | 新潟商業高校           | 新潟明訓高校                 |
| 7  | 1959年5月13日      | 新潟商業高校           |                              |
| 8  | 1960年5月3日       | 新潟明訓高校           | 長岡市厚生会館               |
| 9  | 1961年5月3日       | 新潟商業高校           | 新潟市体育館                 |
| 10 | 1962年5月3日       | 新潟商業高校           | 新潟市体育館                 |
| 11 | 1963年5月4日-5日   | 新潟高校               | 新潟高校                     |
| 12 | 1964年5月3日       | 新潟商業高校           | 新潟高校                     |
| 13 | 1970年4月5日       | 八戸工業高校           | 新潟市体育館                 |
| 14 | 1971年4月11日      | 八戸工業高校           | 新潟商業高校                 |
| 15 | 1972年4月2日       | 八戸工業高校           | 新潟市体育館                 |
| 16 | 1973年4月2日       | 仙台育英学園           | 新潟市体育館                 |
| 17 | 1974年4月2日       | 新潟東工業高校         | 新潟市体育館                 |
| 18 | 1975年4月4日-5日   | 土浦日大高校           | 新潟市体育館                 |
| 19 | 1976年4月5日-6日   | 鹿児島商工高校         | 新潟市体育館                 |
| 20 | 1977年4月5日-6日   | 八戸工業高校           | 新潟市体育館                 |
| 21 | 1978年4月1日-2日   | 鹿児島商工高校         | 新潟市体育館                 |
| 22 | 1979年4月3日-4日   | 光星学院               | 新潟市体育館                 |
| 23 | 1980年4月2日-3日   | 全羅北道（韓国）       | 新潟市体育館                 |
| 24 | 1981年4月2日-3日   | 光星学院               | 新潟市体育館                 |
| 25 | 1982年4月2日-3日   | 光星学院               | 新潟市体育館                 |
| 26 | 1983年4月2日-3日   | 光星学院               | 新潟市体育館                 |
| 27 | 1984年3月30日-31日 | 光星学院               | 新潟市体育館                 |
| 28 | 1985年3月30日-31日 | 光星学院               | 新潟市体育館                 |
| 29 | 1986年3月30日-31日 | 光星学院               | 新潟市体育館                 |
| 30 | 1987年3月29日-30日 | 埼玉栄高校             | 新潟市体育館                 |
| 31 | 1988年3月29日-30日 | 霞ヶ浦高校             | 新潟市体育館                 |
| 32 | 1989年3月29日-30日 | 霞ヶ浦高校             | 新潟市体育館                 |
| 33 | 1990年3月29日-30日 | 霞ヶ浦高校             | 新潟市体育館                 |
| 34 | 1991年3月29日-30日 | 霞ヶ浦高校             | 新潟市体育館                 |
| 35 | 1992年3月29日-30日 | 霞ヶ浦高校             | 新潟市体育館                 |
| 36 | 1993年3月29日-31日 | 霞ヶ浦高校             | 新潟市体育館                 |
| 37 | 1994年3月27日-29日 | 岩見沢農業高校         | 新潟市体育館                 |
| 38 | 1995年3月27日-29日 | 霞ヶ浦高校             | 新潟市体育館                 |
| 39 | 1996年3月27日-29日 | 霞ヶ浦高校             | 新潟市体育館                 |
| 40 | 1997年3月27日-29日 | 霞ヶ浦高校             | 新潟市体育館                 |
| 41 | 1998年3月27日-29日 | 霞ヶ浦高校             | 新潟市体育館                 |
| 42 | 1999年3月27日-29日 | 霞ヶ浦高校             | 新潟市体育館                 |
| 43 | 2000年3月27日-29日 | 霞ヶ浦高校             | 新潟市体育館                 |
| 44 | 2001年3月27日-29日 | 八戸工業大学第一高学   | 新潟市体育館                 |
| 45 | 2002年3月27日-29日 | 沼津学園               | 新潟市体育館                 |
| 46 | 2003年3月27日-29日 | 霞ヶ浦高校             | 新潟市体育館                 |
| 47 | 2004年3月27日-29日 | 霞ヶ浦高校             | 新潟市体育館                 |
| 48 | 2005年3月27日-29日 | 霞ヶ浦高校             | 新潟市体育館                 |
| 49 | 2006年3月27日-29日 | 秋田商業高校           | 新潟市体育館                 |
| 50 | 2007年3月27日-29日 | 霞ヶ浦高校             | 新潟市体育館                 |
| 51 | 2008年3月27日-29日 | 京都八幡高校           | 新潟市体育館                 |
| 52 | 2009年3月27日-29日 | 霞ヶ浦高校             | 新潟市体育館                 |
| 53 | 2010年3月27日-29日 | 霞ヶ浦高校             | 新潟市体育館                 |
| 54 | 2011年3月27日-29日 | 東日本大震災のため中止 |                              |
| 55 | 2012年3月27日-29日 | 浦添工業高校           | 新潟市体育館                 |
| 56 | 2013年3月27日-29日 | 霞ヶ浦高校             | 新潟市体育館                 |
| 57 | 2014年3月27日-29日 | 霞ヶ浦高校             | 新潟市体育館                 |
| 58 | 2015年3月27日-29日 | 京都八幡高校           | 新潟市体育館                 |
| 59 | 2016年3月27日-29日 | 鹿屋中央高校           | 新潟市体育館                 |
| 60 | 2017年3月27日-29日 | 日体大柏高校           | 新潟市体育館                 |
| 61 | 2018年3月27日-29日 | 日体大柏高校           | 新潟市体育館                 |
| 62 | 2019年3月27日-29日 | 日体大柏高校           | 新潟市体育館                 |
| 63 | 2020年10月9日-11日 | 日体大柏高校           | 新潟市東総合スポーツセンター |
| 64 | 2021年3月24日-26日 | 鳥栖工業高校           | 新潟市東総合スポーツセンター |
| 65 | 2022年3月27日-29日 | 日体大柏高校           | 新潟市東総合スポーツセンター |
| 66 | 2023年3月          | 日体大柏高校           | 新潟市東総合スポーツセンター |
| 67 | 2024年3月27日-2日  | 鳥栖工業高校           | 新潟市東総合スポーツセンター |